# Danske viser og sange
Danske visor og sange is een liederenbundel van Christian Sinding. Het zijn veertien toonzettingen van teksten van Carl Ewald (1-10), Edvard Brandes (11,12), Holger Drachmann (13) en Svend Trøst (=Drachmann, 14). De liederen schreef hij waarschijnlijk op verzoek van de Deense tak van Wilhelm Hansen Edition. In tegenstelling tot de Duitse muziekuitgeverijen waren die meer geïnteresseerd in Deense of Noorse liederen, dan in de instrumentale pianomuziek. Dat blijkt wel uit een arrangement dat in 1909 verscheen van deel vijf, omgedoopt tot Gavotte voor viool en piano.
De veertien liederen:
1. Det var sig den Lille høne (Grevinde Grethe synger i Sulamiths Have)
2. Flyver en bange fugl af lund (idem)
3. Syv bægere for Skjalden (idem)
4. Piger syv (idem)
5. Den jomfru gik i valmu-vang (idem)
6. Valmu i vange (idem)
7. Lenore, dagen er grim or gras (Fru Adelheid synger Lenore-sangene i Den gamle stue)
8. Lenore, mit hjærte er tungt (idem)
9. Nar døden kommer (idem)
10. Det strideste vand (Cordts son)(idem)
11. Herrens moder, høje, milde (uit Hos Sigbrit)
12. Kong Artus drager i leding us (uit Hos Sigbrit)
13. Hundred hjærnklædte mænd
14. Tabula rasa (Rent bord)

De liederen 1, 2, 5, 6 en 11 verschenen op een compact disc van Naxos, gezongen door Bodil Arnesen met Erling Ragnar Eriksen achter de piano.   